# Austria en los Juegos Olímpicos de Innsbruck 1964
Austria estuvo representada en los Juegos Olímpicos de Innsbruck 1964 por un total de 83 deportistas que compitieron en 10 deportes.  
La portadora de la bandera en la ceremonia de apertura fue la patinadora artística Regine Heitzer.

## Medallistas
El equipo olímpico austríaco obtuvo las siguientes medallas:
| Nombre                                                     | Deporte            | Competición       |
| ---------------------------------------------------------- | ------------------ | ----------------- |
| Oro                                                        |                    |                   |
| Egon Zimmermann                                            | Esquí alpino       | Descenso M        |
| Christl Haas                                               | Esquí alpino       | Descenso F        |
| Josef Stiegler                                             | Esquí alpino       | Eslalon M         |
| Josef Feistmantl Manfred Stengl                            | Luge               | Doble M           |
| Plata                                                      |                    |                   |
| Erwin Thaler Adolf Koxeder Josef Nairz Reinhold Durnthaler | Bobsleigh          | Cuádruple M       |
| Edith Zimmermann                                           | Esquí alpino       | Descenso F        |
| Karl Schranz                                               | Esquí alpino       | Eslalon gigante M |
| Reinhold Senn Helmut Thaler                                | Luge               | Doble M           |
| Regine Heitzer                                             | Patinaje artístico | Individual F      |
| Bronce                                                     |                    |                   |
| Traudl Hecher                                              | Esquí alpino       | Descenso F        |
| Josef Stiegler                                             | Esquí alpino       | Eslalon gigante M |
| Helene Thurner                                             | Luge               | Individual F      |